# Balšići
Balšići so bili srednjeveška vladarska dinastija, ki je vladala v Zeti od leta 1356 do 1435, ko so oblast prevzeli Crnojevići. Njihovo ozemlje je obsegalo okolico Bara in severno Albanijo.

## Poreklo
Balšići so bili slovanska kraljevska družina, vendar niso bili slovanskega porekla. 
Nekateri zgodovinarji trdijo, da je njihova družina gotskega porekla. Ena od teorij trdi, da so izvirali iz Provanse (Francija) in da so se pisali de Baux, da Baulx ali de Bauge. V Zeto so se preselili konec 13. stoletja (1272-1280) ali na začetku 14. stoletja. V Zeti je takrat vladala kraljica Jelena Anžujska, vdova kralja Stefana Uroša I., ki jim je podelila plemiški naslov in zemljo v delu Diokleje. V njeni službi je bil Mate Balšić, prvi Balšić, ki ga omenjajo zgodovinski viri. Ime Balšić bi lahko nastalo neapeljske oblike priimka de Baux, ki se glasi del Balzo.
Dubrovniški zgodovinar Mavro Orbin v svoji knjigi Kraljestvo Slovanov iz leta 1601 trdi, da so bili Balšići potomci manjšega posestnika Balše, poslovanjenega Vlaha (Iliroromana oziroma romaniziranega Ilira), ki je za svoje vojaške zasluge od carja Dušana ali od njegovega naslednika carja Uroša dobil plemiški naslov.

## Zgodovina
Balšići se prvič omenjajo leta 1356. Posedovali so okolico Bara, Budve in severne Albanije. Dinastija ni bila velika in je imela samo pet družinskih poglavarjev:
Sodelovali so pri rušenju oblastniškega plemiča Nikole Altomanovića in si leta 1373 so prisvojili Trebinje, Konavle in Dračevico, s čimer so prevzeli položaj najmočnejših zemljiških gospodov v dubrovniškem zaledju. Dubrovniška republika jim je začela plačevati tako imenovani Svetodmitarski dohodek, ki so ga pred tem plačevali srbskim vladarjem. Leta 1377 je bosanski kralj Tvrtko I. Kotromanić sam prevzel njihova prisvojena ozemlja in dobil pravico do Svetodmitarskega dohodka. Balšići zato postali močan nasprotnik Bosne, ki se je zato povezala zetskimi Crnojevići. 
Kasnejša zgodovina Balšićev je tesno povezana s političnimi dogajanji v sosedstvu. Njihova posestva si je hotelo prilastiti Osmansko cesarstvo in Beneška republika, zato so si poiskali zaščito pri bosanskem vojvodi Sandalju Hraniću in srbskem despotu Stefanu Lazareviću.
Potomci Balšićev se zadnjikrat omenjajo okrog leta 1500.

## Družinski poglavarji
Dinastija Balšićev je imela samo pet družinskih poglavarjev:
- Balša I. (1356-1360 (neuradno); 1360-1362)
- Đurađ I. (1362-1378)
- Balša II. (1378-1385)
- Đurađ II. (1385-1403)
- Balša III. (1403-1421)